# John Eric Stowe
John Eric Stowe (Amherst, 15 aprile 1966) è un vescovo cattolico statunitense, dal 12 marzo 2015 vescovo di Lexington.

## Biografia
Monsignor John Eric Stowe è nato ad Amherst, Ohio, il 15 aprile 1966 da John e Lucy Stowe. È cresciuto a Lorain.

### Formazione e ministero sacerdotale
Ha frequentato la Lorain Catholic High School. Dopo il diploma di scuola superiore, nel 1985 è stato ammesso come candidato nella provincia di Nostra Signora della Consolazione dell'Ordine dei frati minori conventuali. Completato l'anno di noviziato è stato ammesso nell'ordine e inviato a studiare all'Università di Saint Louis. Nel 1990 ha conseguito il Bachelor of Arts in filosofia e storia. Il 1º agosto 1992 ha emesso la professione solenne. Ha scelto quindi di proseguire gli studi teologici presso la Jesuit School of Theology di Berkeley, California. Ha conseguito il Master of Divinity e la licenza in sacra teologia, specializzandosi nello studio della storia della Chiesa.
Il 16 settembre 1995 è stato ordinato presbitero dal vescovo ausiliare di Cleveland Alexander James Quinn. In seguito è stato vicario parrocchiale dal 1995 al 1997, amministratore parrocchiale dal 1997 al 2000 e, poi, parroco dal 2000 al 2003 della parrocchia di Nostra Signora del Monte Carmelo a El Paso; vicario generale della diocesi di El Paso dal 2003 al 2010; amministratore parrocchiale della parrocchia di Nostra Signora della Valle a El Paso dal 2006 al 2010; cancelliere della diocesi di El Paso dal 2008 al 2010; vicario provinciale della Provincia francescana conventuale di Nostra Signora della Consolazione e rettore della basilica e santuario nazionale di Nostra Signora della Consolazione a Carey dal 2010 alla nomina episcopale.

### Ministero episcopale
Il 12 marzo 2015 papa Francesco lo ha nominato vescovo di Lexington. Ha ricevuto l'ordinazione episcopale il 5 maggio successivo nella cattedrale di Cristo Re a Lexington dall'arcivescovo metropolita di Louisville Joseph Edward Kurtz, co-consacranti il vescovo di Fresno Armando Xavier Ochoa e quello di San Isidro de El General Gabriel Enrique Montero Umaña. Durante la stessa celebrazione ha preso possesso della diocesi.
Nel febbraio del 2018 monsignor Stowe è entrato nel consiglio di Pax Christi USA come presidente episcopale.
Oltre all'inglese, parla lo spagnolo.

## Genealogia episcopale
La genealogia episcopale è:
- Cardinale Scipione Rebiba
- Cardinale Giulio Antonio Santori
- Cardinale Girolamo Bernerio, O.P.
- Arcivescovo Galeazzo Sanvitale
- Cardinale Ludovico Ludovisi
- Cardinale Luigi Caetani
- Cardinale Ulderico Carpegna
- Cardinale Paluzzo Paluzzi Altieri degli Albertoni
- Papa Benedetto XIII
- Papa Benedetto XIV
- Papa Clemente XIII
- Cardinale Marcantonio Colonna
- Cardinale Giacinto Sigismondo Gerdil, B.
- Cardinale Giulio Maria della Somaglia
- Cardinale Carlo Odescalchi, S.I.
- Cardinale Costantino Patrizi Naro
- Cardinale Lucido Maria Parocchi
- Papa Pio X
- Papa Benedetto XV
- Papa Pio XII
- Cardinale Eugène Tisserant
- Papa Paolo VI
- Arcivescovo Gabriel Montalvo Higuera
- Arcivescovo Joseph Edward Kurtz
- Vescovo John Eric Stowe, O.F.M.Conv.

## Araldica
| Stemma | Titolare                             | Descrizione |
|        | John Eric Stowe Vescovo di Lexington | Partito: al 1º: interzato in pergola rovesciata: al 1º di rosso alla spada d'argento posta in palo, al 2º d'argento al giglio d'azzurro stretto da un anello d'oro, al 3º d'azzurro, alla croce abbassata d'argento, il tutto caricato da una corona d'oro; al 2º troncato: al 1º d'argento all'aquila di rosso, membrata e rostrata d'oro, al 2º d'argento al tau di nero, alla chiave di Maria di verde attraversante e posta in banda. Ornamenti esteriori da vescovo. Motto: Annuntiamus Verbum vitae ("Annunciamo la Parola di vita"). |